# Neoboutonia macrocalyx
Neoboutonia macrocalyx är en törelväxtart som beskrevs av Ferdinand Albin Pax. Neoboutonia macrocalyx ingår i släktet Neoboutonia och familjen törelväxter. Inga underarter finns listade i Catalogue of Life.